# Dichrorampha podoliensis
Dichrorampha podoliensis is een vlinder uit de familie bladrollers (Tortricidae). De wetenschappelijke naam is voor het eerst geldig gepubliceerd in 1942 door Toll.
De soort komt voor in Europa.